# 2014 en Islande
Chronologie de l'Islande
- 2010
- 2011
- 2012
- 2013
- 2014
- 2015
- 2016
- 2017
- 2018

Cet article présente les faits marquants de l'année 2014 en Islande ou relatifs à l'Islande.

## Gouvernement
- Président : Ólafur Ragnar Grímsson
- Premier ministre : Sigmundur Davíð Gunnlaugsson

## Événements

### Mai
- 31 mai : élections municipales

### Août
- 19 août : évacuation des alentours du Bárðarbunga, l'un des plus grands volcans islandais, en prévision d'une éventuelle éruption[1].
- 23 août : trafic aérien interdit au dessus du Bárðarbunga[2].
- 29 août : début de l'éruption (en) d'une fissure dans le Holuhraun.

## Culture

### Cinéma
- Edda Awards :
  - Meilleur film : Des chevaux et des hommes réalisé par Friðrik Þór Friðriksson
  - Meilleur acteur : Ingvar E. Sigurðsson dans Des chevaux et des hommes
  - Meilleure actrice : Thora Bjorg Helga dans Metalhead

### Littérature
- Prix de littérature islandaise :
  - Œuvre de fiction : Ófeigur Sigurðsson (is) pour Öræfi
  - Publications spécialisées : Snorri Baldursson pour Lífríki Íslands: vistkerfi lands og sjávar
  - Littérature jeunesse : Bryndís Björgvinsdóttir (is) pour Hafnfirðingabrandarinn